# Nothofagus antarctica
Espèce
Classification phylogénétique
Le Hêtre austral, ñire ou ñirre (Nothofagus antarctica), est une espèce d'arbres à feuilles caduques native de la forêt andine de Patagonie du sud du Chili et de l'Argentine depuis la  latitude 36° S jusqu'à la Terre de Feu. Cette espèce se rencontre principalement dans les Andes et dans l'île de Terre de Feu sous des températures basses toute l'année. Il fait partie de la famille des Nothofagaceae, les « faux-hêtres ». Il est parfois appelé pour cette raison « hêtre de l'Antarctique ».
L'espèce fut découverte par James Cook en 1775 et introduite en Angleterre en 1830, sous forme de graines envoyées du cap Horn par le capitaine Webster.
Ces arbres atteignent une hauteur de 10 à 25 mètres et ont une croissance rapide.

## Description
Arbre à port colonnaire large.
L'écorce gris-brun foncé développe rapidement de profondes fissures et se craquelle en plaques irrégulières. La couronne peut être lâche , avec quelques grosses branches, parfois tordues. Les pousses sont vert olive en dessous, légèrement  pubescentes. Les bourgeons foliaires sont ovoïdes, brun-rouge brillant, parfois avec une pruine pourprée. Feuilles jusqu'à 3 cm de long et 2 cm de large, vert foncé lustré sur la face supérieure, plus claires en dessous, à 4 paires de nervures parallèles, parfois à parfum de miel lorsqu'on les froisse. Coloration rouge, orangée et jaune en automne. La cupule à 4 ailes abrite jusqu'à 3 akènes.

## Liens externes

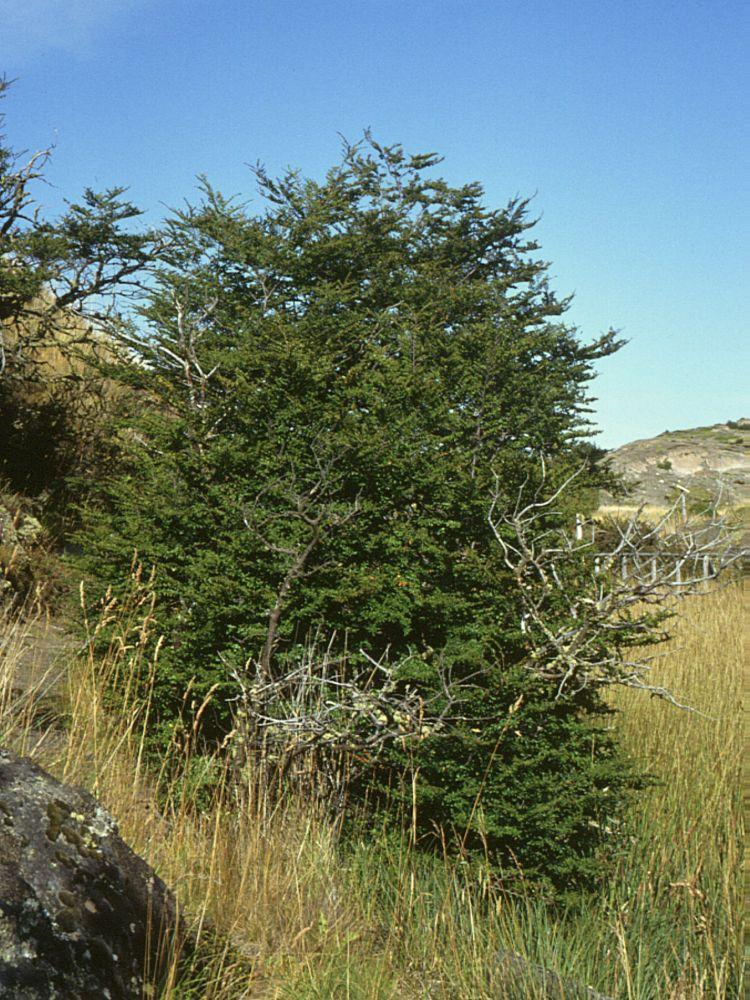